# Igreja e Centro Paroquial de Santo Ovídio
A Igreja e Centro Paroquial de Santo Ovídio, ou Igreja de Santo Ovídio ou Igreja Nova de Santo Ovídio, é a igreja paroquial da paróquia de Santo Ovídio, em Mafamude, na atual freguesia de Mafamude e Vilar do Paraíso, no Município de Vila Nova de Gaia.
Pertence à diocese do Porto e situa-se na Rua Conde D. Pedro em Vila Nova de Gaia.
Construída a partir do final do século XX, princípios do século XXI, vem dar resposta ao número crescente de paroquianos cuja antiga igreja não comportava. Foi inaugurada a 10 de Março de 2002 por D. Armindo Lopes Coelho, Bispo do Porto, depois de longos anos de estudo e sobretudo de tentativa de financiamento. Foi importante a vontade do seu pároco, o Reverendo Pe. Fernando Nuno Queirós, que deu corpo à vontade popular e à necessidade evidente.
É obra do arquitecto Manuel Carlos de Abreu e Lima Gomes da Silva.

## Paróquia
A paróquia de Santo Ovídio foi criada em regime experimental em 01 de janeiro de 1964 e canonicamente instituída por decreto a 22 de fevereiro de 2002. Resultou da divisão em duas partes aproximadamente iguais da antiga paróquia de Mafamude que em meados do século vinte sofreu uma verdadeira explosão demográfica (e urbanística), sobretudo na zona sul onde se situa Santo Ovídio. À área destacada de Mafamude foi anexada uma pequena parcela de Vilar do Paraíso em resultado das novas fronteiras criadas pela abertura da auto estrada n.º 1 e da Avenida Infante D. Henrique. A população residente na freguesia civil de Mafamude contava com 38.579 pessoas nos censos de 2011.
Estima-se que relativamente à população a divisão tenha sido feita também em duas partes iguais.
Tradicionalmente, a Festa de Sto. Ovídio celebra-se no primeiro Domingo de Setembro.
A Paróquia de Santo Ovídio teve desde o seu início como pároco o Pe. Fernando Nuno Ribeiro da Cruz Queirós, nascido na freguesia de Ordem, concelho de Lousada, em 22 de agosto de 1937 e ordenado presbítero na Sé do Porto em 7 de agosto de 1960.
Ao longo dos anos, colaboraram com a paróquia os Padres Arlindo Magalhães Ribeiro da Cunha, José Andrade Brandão, João Miranda Teixeira, Mário Salgueirinho Barbosa, Agostinho Manuel Ribeiro Pedroso e o Cónego Raimundo António de Castro Meireles Machado.
Atualmente, colaboram os Padres Joaquim Oliveira da Silva Sevilha e o Professor Doutor Cândido Augusto Dias dos Santos.
É obra de Manuel Carlos de Abreu e Lima Gomes da Silva.]]

## Centro Social Paroquial de Santo Ovídio – Regaço
O Centro Social Paroquial de Santo Ovídio – Regaço é uma instituição particular de solidariedade social (IPSS), sem fins lucrativos. Foi fundado em outubro de 1967 pela Paroquia de Santo Ovídio. Inaugurou as instalações do Pré-escolar no dia 7 de outubro desse ano, tendo a Creche sido inaugurada a 8 de dezembro do mesmo ano.
Posteriormente, dando resposta às necessidades e solicitações da comunidade, a 21 de setembro de 1987 foram inauguradas as instalações do CATL, que funciona na Casa da Montanha, sita na rua da Montanha, nº110.
. 

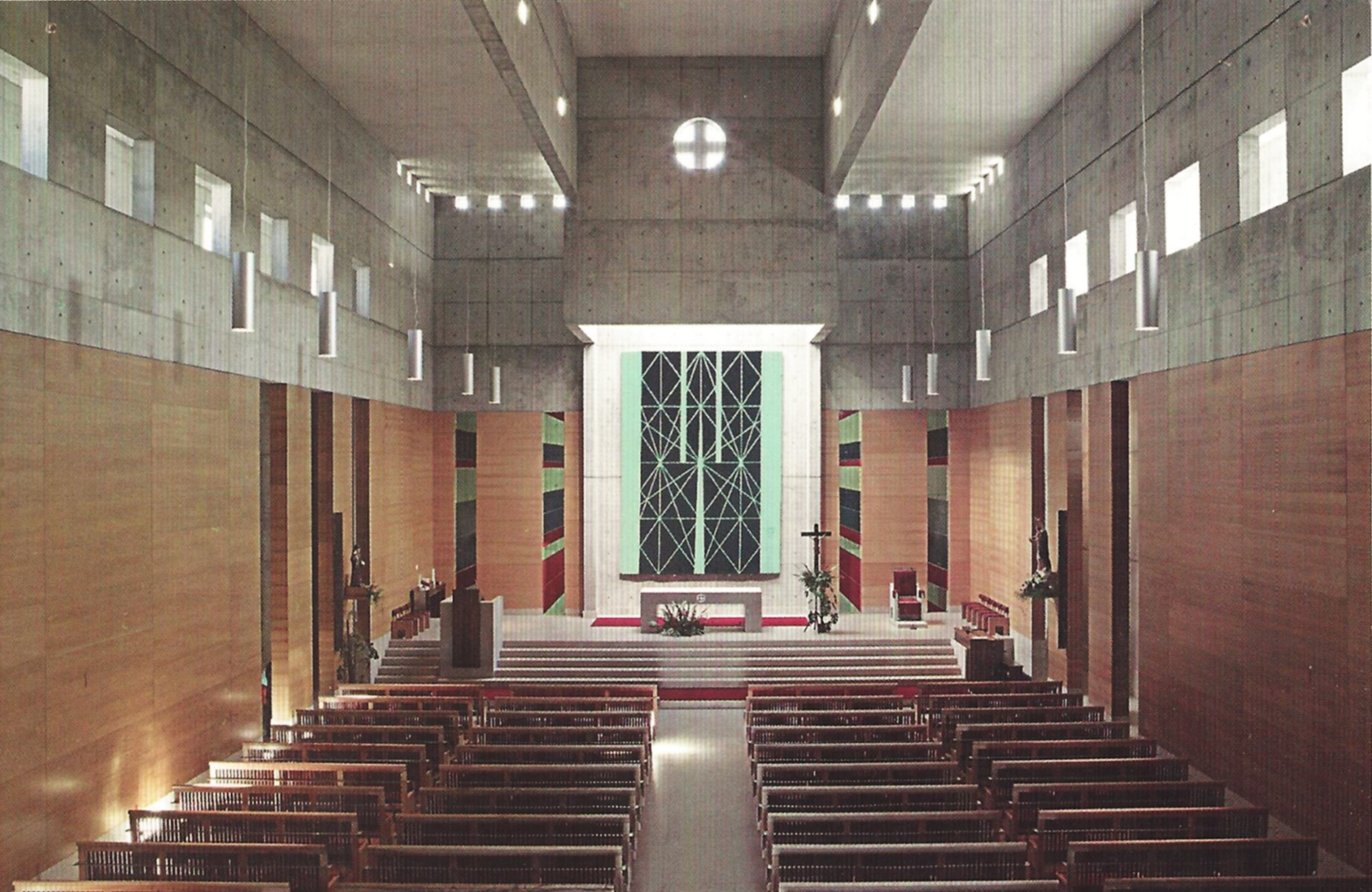
Interior da nave principal da nova Igreja de Santo Ovídio, em Vila Nova de Gaia

Da missão: Rege-se por princípios cristãos, católicos, sendo estes os pontos de referência para a orientação das suas atividades:
- Criar sentimentos de partilha, amor e união;
- Promover o desenvolvimento da formação moral da criança e o sentido de responsabilidade, associado ao da liberdade.

O Regaço não pretende substitui-se aos pais ou encarregados de educação, para fazer dos seus filhos homens e mulheres dignos deste nome, mas pensa poder ter um papel a desempenhar na aprendizagem dos valores cristãos e humanos.
A educação e a responsabilidade pessoal, a disciplina e a organização e a solidariedade cultural e a compreensão serão valores a ter em conta.
O respeito pelo ritmo pessoal de desenvolvimento de cada um será uma das vertentes a respeitar obrigatoriamente.
A educação pela higiene e pela limpeza será primordial
Mais informação consultar o site www.regaco.net

## Igreja
Insere-se numa área difícil e marcada pela rotunda de Santo Ovídio e pela auto-estrada que a aqui desemboca. O terreno tem acentuado declive e um espaço pouco livre. Ainda assim, a obra é de dimensões monumentais, em granito e betão. Um grande torre sineira vem marcar a zona de forma indelével.

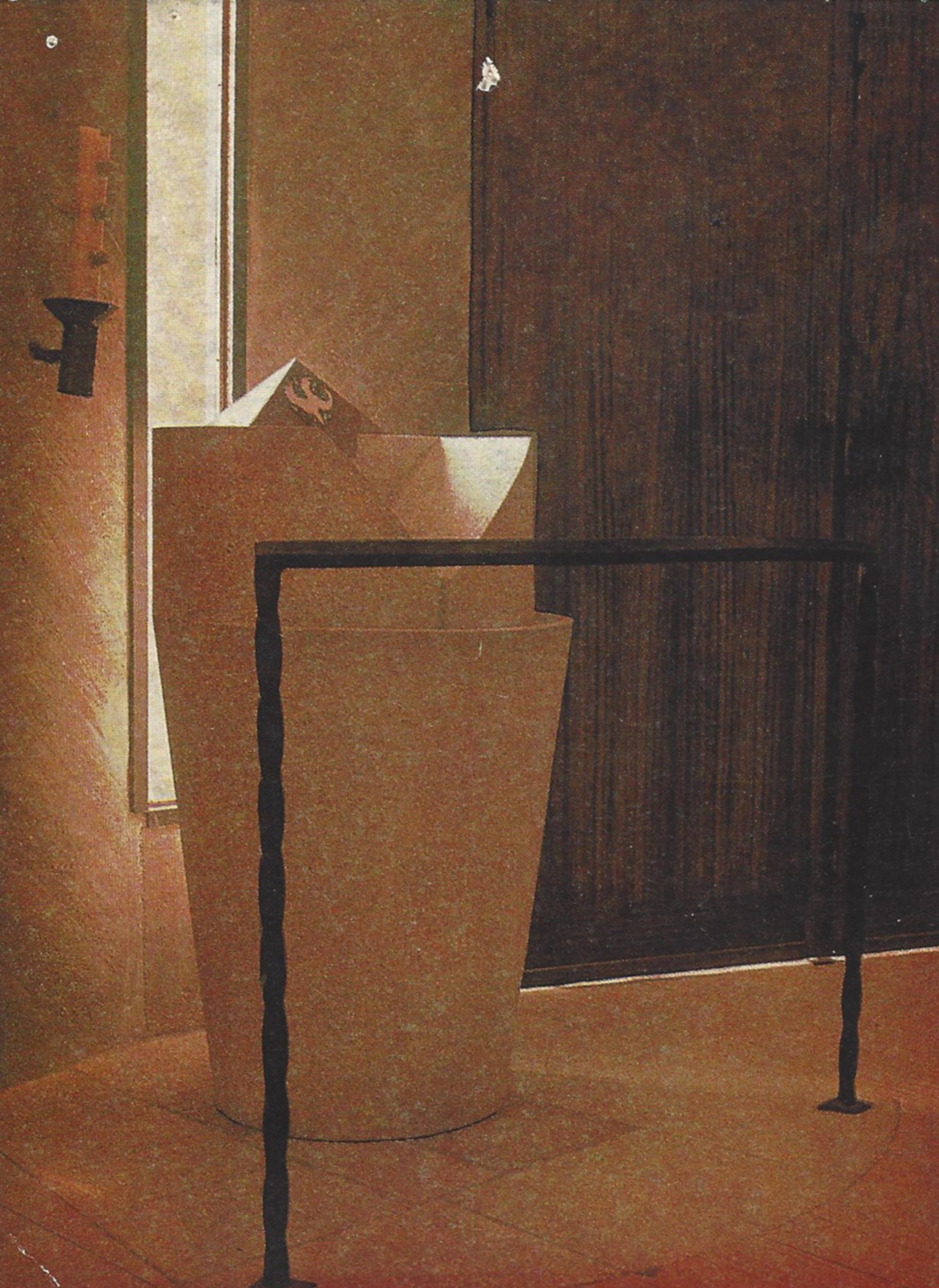
Pia baptismal do arquitecto Fernando Abrunhosa de Brito.

O interior é agradável e de grandes dimensões, austero mas confortável. Oferece várias dependências e à Igreja somam-se um Centro Paroquial, um Auditório (por construir) e uma Casa Mortuária.
O projecto é do arquitecto Manuel Carlos de Abreu e Lima Gomes da Silva e no seu interior existem trabalhos de outros artistas plásticos. Destaca a grande tapeçaria de Fernando Resende da Silva Magalhães Lanhas, ou simplesmente Fernando Lanhas. Os vitrais do baptistério são desenho da pintora Helena Abreu e também não se esqueçam os trabalhos do escultor Zulmiro de Carvalho.
O arquitecto Manuel Carlos de Abreu e Lima trouxe a antiga Pia Baptismal, da autoria do arquitecto Fernando Abrunhosa de Brito, da primitiva Igreja de Santo Ovídio, inserindo-a no novo Baptistério, um espaço diferente e emotivo.
A nova Igreja é sem dúvida um enorme acréscimo para o património arquitectónico de Vila Nova de Gaia e, também, para a arquitectura religiosa portuguesa, merecendo visita.